# Приезда I
Приезда I (на босняшки Prijezda I) е бан на Босна
от 1250 г. до смъртта си през 1287 г.
Първоначално Приезда бил католик, впоследствие приел учението на богомилите, след това отново се върнал към католицизма, което предизвикало недоверието към него от страна на папата. За да си гарантират неговата лоялност, папските пратеници взели за заложник в Рим сина му Приезда II. Това наложило неговият родственик Матей Нинослав да ходатайства лично за освобождението на сина му, но безуспешно.
След смъртта на Матей Нинослав, на босненския трон с помощта на унгарския крал Бела IV бил поставен Приезда. Притискан от Рим, който продължавал да държи за заложник сина му, Приезда се заел да преследва богомилите и като награда за усърдието си получил обратно сина си.
През 1287 г. поради напредналата си възраст той предал властта на сина си Приезда II и се оттеглил в именията си в Земленик.